# باناریپارا
باناریپارا (به لاتین: Banaripara) یک منطقهٔ مسکونی در بنگلادش است که در ناحیه باریسال واقع شده‌است. باناریپارا ۱۳۴٫۳۲ کیلومتر مربع مساحت و ۱۴۳٬۸۲۵ نفر جمعیت دارد.